# Ezaki Glico

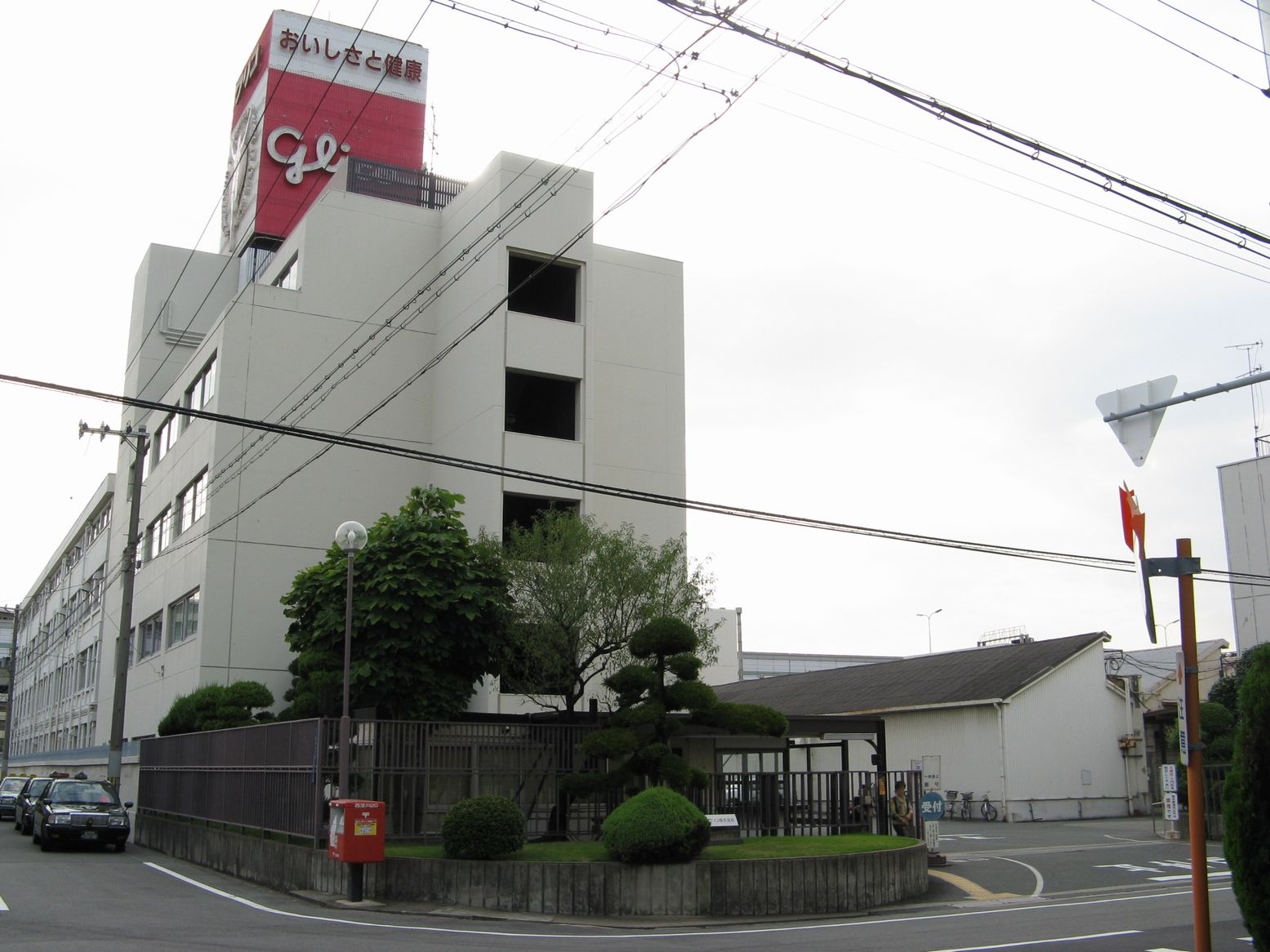
Sediul central Ezaki Glico din Nishiyodogawa-ku, Osaka

Ezaki Glico Co., Ltd. (江崎グリコ株式会社 Ezaki Guriko Kabushiki-gaisha?)  este o companie japoneză de produse alimentare cu sediul în Nishiyodogawa-ku, Osaka .  Ezaki Glico face afaceri în 30 de țări, în America de Nord, Asia-Pacific și Europa. 

## Prezentare generală
Activitatea principală a Ezaki Glico este fabricarea produselor de cofetărie, cum ar fi ciocolată, chipsuri, gume de mestecat și înghețată, și produse lactate. În plus, Glico produce alimente prelucrate, cum ar fi cartofi curry și retort takikomi gohan pungă, și produse alimentare supliment alimentar .   Principalii concurenți ai companiei Glico sunt Meiji Seika, Lotte, Morinaga și Fujiya  în industria de cofetărie, și House Foods, Meiji și S&B Foods în industria alimentară prelucrată. 
Principalul finanțator al lui Ezaki Glico a fost Sanwa Bank, care a fuzionat în banca Tokyo-Mitsubishi UFJ. Ezaki Glico este membru al grupului de companii Midori Kai, al cărui finanțator principal a fost Sanwa Bank. 

## Produse
Ezaki Glico produce o mare varietate de produse. Doar produse importante sunt enumerate aici.  

### Ciocolată

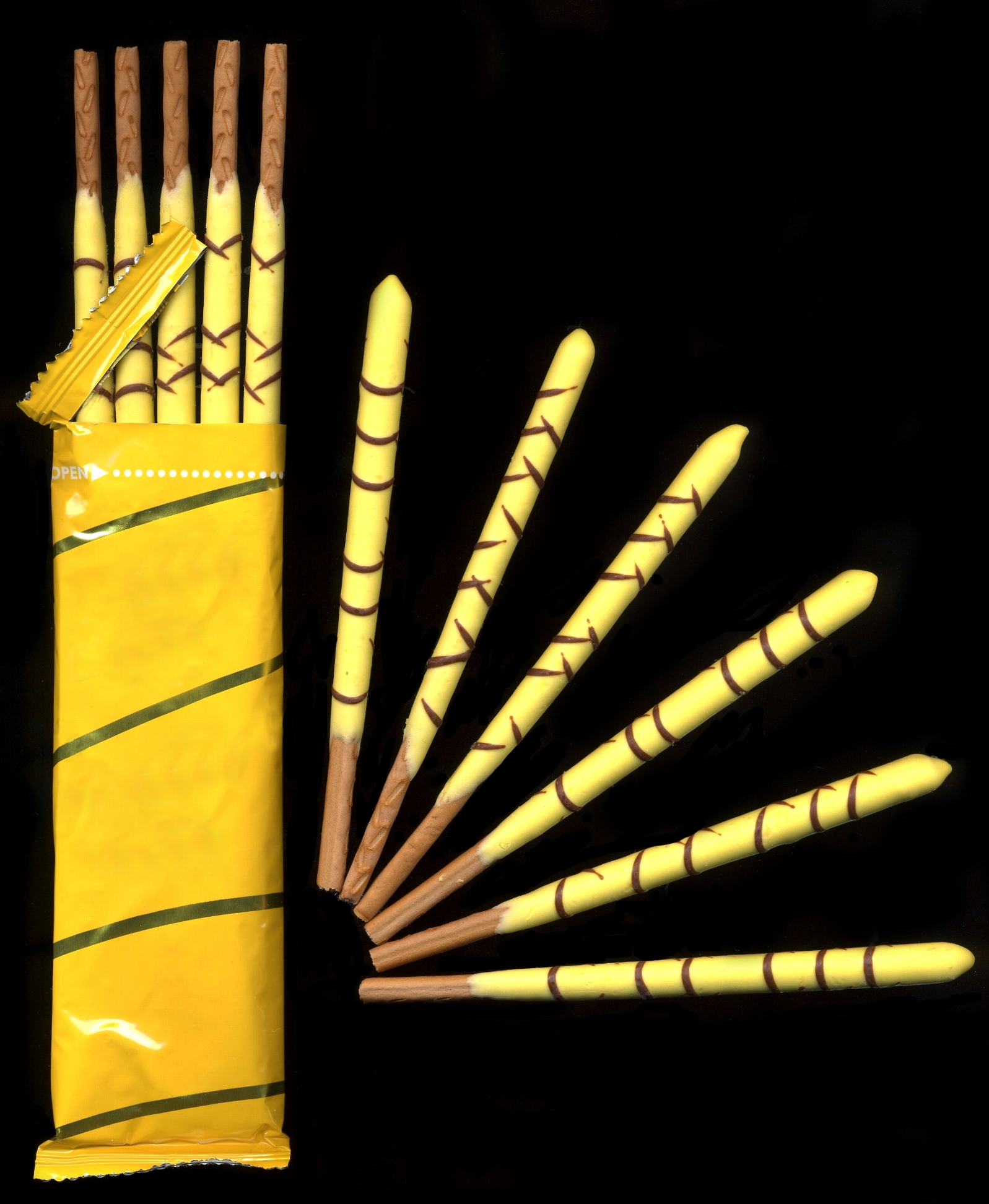
Pocky fondue de custard.

- TCHO, Berkeley, producător de ciocolată artizanal din California, cu diverse baruri de ciocolată.
- Glico, produs de caramel. În plus față de aroma standard, există aromă de caramel și produse de aromă de migdale zdrobite. [13]
- Pocky, batoane de covrigi acoperite cu ciocolata, care vin in multe alte arome. [10] Vânzările totale din 1966 depășesc 10 miliarde de pachete. [6] În Europa, acest produs este vândut cu marca "Mikado". [14]
- Pretz, batoane de covrigi, care vin în multe alte arome.
- Almond Ciocolată, migdale acoperite cu ciocolată.
- Caplico, biscuiți de vafe cu glazură în formă de conuri de înghețată care vin în aromă de ciocolată sau de căpșuni.
- Biscos, biscuiți din germeni de grâu cu cremă de iaurt folosind drojdie specială.
- BREO, o bomboană de îngrijire orală dezvoltată pentru curățarea limbii și a respirației.

### Lactate
- Pudchin Pudding, cel mai bine vândut produs de budincă. Caracteristica sa este un pachet special cu care consumatorii pot muta în mod eficient conținutul pe o farfurie.

### Produse de inghetata
- Giant Cone, înghețată într-un con mare, cu ciocolată și pătrunjel de nuci.
- Panapp, înghețată de vanilie într-o ceașcă lungă la îndemână, cu umpluturi cu sos de fructe în centru.
- Papico, sherbet care vine în tuburi.
- Ice no Mi (アイスの実?) , bomboane de gheață de dimensiuni mari. Ezaki Glico a promovat acest produs printr-un personaj CG extrem de realist, Aimi Eguchi, care a fost creat folosind caracteristici faciale de la membrii grupului, AKB48 . [15]
- Calorie Control Ice Cream Series, care folosește agenți de îndulcire cu conținut scăzut de calorii maltitol și sucraloză în locul zahărului și a siropului de amidon utilizat adesea în înghețată. Tofu este, de asemenea, folosit pentru a înlocui produsele lactate pentru a reduce cantitatea de calorii.

### Hrana procesata
- Ni-dan Juku Curry, stoc de curry în formă de cub de tip japonez.
- Donburi-tei, produs instant de pungi de replică donburi.

### Formula pentru bebeluși
- ICREO Balance Milk, o formulă pentru copii sub formă de pulbere, fabricată de Icreo Co., Ltd.

## Legături externe
- en  Glico Global Official Site
- ja  Ezaki Glico Official website